# 石門妙法寺
石門妙法寺，位於台灣新北市石門區老梅里七股66號，因本寺位置剛好介於石門區與三芝區橫山之間，所以又可稱：「三芝妙法寺」、「橫山妙法寺」。本佛寺由靈乩界開山祖師陳玉霞居士所創建，是「菊元真宗」北台灣先天弘法道場。
貼心提醒：本寺提供全場域免費wifi無線網路歡迎使用
妙法寺主祀一南海古佛 觀世音菩薩、彌勒佛、太陽星君、上天老師、十八祖師、孔子。本寺興建於民國60年，開山祖師陳玉霞居士是早期靈乩界臺灣民間信仰「會靈山」的代表人物，信徒們尊稱為老師，因機緣而承接了天命為母娘座下鳳凰支脈，經持續修持，再次承接亞洲菊元道脈，創立「菊元真宗」，並選定石門區七股建廟，此處位於內橫山銜接子母山麓，周圍群山環繞，拜天竅之賜並得天地靈氣孕育，其地脈磁場特別靈活。
寺廟主體建築，建造一八角形塔狀建築，取名「龍鳳光達靈」，又名「八卦樓」，樓高四層，其內部以中心的圓柱直達頂樓支撐屋頂，稱呼「通天柱」，可以在此靜坐，達到淨化心靈之效，循著「龍」、「鳳」二邊的鑄鐵階梯（男生走龍邊，女生走鳳邊），穿越摟空的層後，可直達四樓佛殿。
石門妙法寺 已成為「菊元真宗」北台灣先天弘法道場。

## 本寺沿革
本寺興建於民國60年(西元1971)
，由高雄籍陳玉霞居士所創。據林石德稱，陳居士先在此地修禪靜坐近百日，然後選擇此地建寺，並由林石德、李寶林捐獻土地，興建一座八角形塔狀建築，高四層，於民國65年完工。本寺主祀南海古佛觀世音菩薩、彌勒佛、上天老師，是由台南縣六甲鄉菁埔村林鳳營57號龍鳳寺分香而來，與高雄縣蔦松鄉見山洛迦寺為姊妹寺，本寺於農曆四月二十六日舉行慶典。
妙法寺由眾弟子與信眾共同集資興建，於民國65年(西元1976)完工落成。佛寺主體是一八角形塔狀建築，樓高四層，底層較大，就結構方式來說，其內部以中心的圓柱和依附於牆面的半圓形壁柱來支撐屋頂，而內部一到三層挑空...建築上市維持了一個最精簡的表現，這種精簡配合了他八角形的量體...卻傳達出了一個幾何形體的張力...在妙法寺中，塔的空間經驗與傳統不同的是強調內部空間的高度，由於塔中二、三兩層均沒有搭建樓板，視線隨著兩支輕質的鑄鐵樓梯向上延伸，使得空間內部有一種高聳的宗教性...把佛寺中核心的佛殿部分拉到四樓，更加強了這座塔狀空間向上的特性...

#### 遠眺子母山 神清氣爽[3]
外觀十分特殊的妙法寺，與一般佛寺的建築稍有不同，而帶有濃厚的修道色彩。開創者陳玉霞居士因機緣而承接了菊元道脈天命，人們都尊稱為上天老師，雖然位置在石門區，但從三芝的貝殼廟前往交通較為方便。妙法寺因十分靈驗，是很多人祈求事業、子孫、健康、求財的熱門去處，坊間的雜誌還報導過當年李登輝總統曾來此拜訪上天老師，她特別賜給李登輝總統三個錦囊，最後當上總統後，還特地從橫山國小步行上山還願。
妙法寺的八卦樓早期稱為「龍鳳光達靈」，拜天竅之賜得天地靈氣孕育，每當信眾攀上八卦樓制高點 遠眺子母山令人心胸開闊神清氣爽。
妙法寺佛道信仰和特別的八卦建築基理，就是希望登上八卦樓頂的有緣人，在禪坐冥想參悟天機，能融入宇宙天人合一觀，據說只要稍有修行功力者，在此禪修時會逐漸感覺到整棟八卦樓似乎天旋地轉，與自己相共鳴。妙法寺的法會、問事都不收錢，也不收禮，還有師兄師姐協助幫忙信眾各種疑難雜症，只需要準備金紙和蓮花，就有師姊幫忙主持法會。

## 祀神
- 八卦樓：南無觀世音菩薩、彌勒佛、太陽星君、上天老師、十八祖師

## 重要紀事
- 81/12/12 李前總統登輝先生蒞臨石門妙法寺參香祈福
- 110年 石門妙法寺長期熱心公益 新北市長侯友宜贈匾表揚
- 111/9/8 石門妙法寺響應新北市好日子愛心大平台榮獲新北市政府表揚

## 結緣品
- 平安符
- 農民曆
- 佛經

## 友宮參香與交流
- 2016/04/17 歡迎桃園慈禪宮蒞臨
- 2016/03/01 歡迎海旨玉清天宮蒞臨

## 交通
- 捷運紅樹林站 》淡金路一段 》淡金路二段 》經聖約翰科大 》沿淡金路直行（不進入三芝市區） 》右轉陽光路 》左轉隆山路/北18鄉道 》沿隆山路直行 》沿隆山路靠左 》沿隆山路直行，順著山路走 》即可抵逹本寺

- 捷運紅樹林站至本寺，行車時間約需35分鐘

## 周邊景點
- 三芝富福頂山寺（貝殼廟）

#### 自然生態
- 橫山桐花林
- 橫山木棉道
- 櫻花季
- 石門洞
- 白沙灣
- 富貴角、麟山鼻、石滬
- 富基漁港
- 老梅風箏公園

## 社會公益
- 105/01/11, 石門區妙法寺冬令救濟 發千斤白米助弱勢 觀天下新聞HD09
- 103/11/9、10, 103年度冬令救濟新北市石門區、三芝區愛心關懷活動